# Universidade Ritsumeikan
A Universidade Ritsumeikan (立命館大学, Ritsumeikan Daigaku) é uma instituição de ensino superior privada localizada em Quioto, no Japão.